# Ларін Владислав Володимирович
Владислав Володимирович Ларін (рос. Владислав Владимирович Ларин, нар. 7 жовтня 1995) — російський тхеквондист, олімпійський чемпіон 2020 року, чемпіон світу та Європи.
Відібраний як "нейтральний" спортсмен для участі в Олімпіаді 2024 року в Парижі, однак підтримує агресивну війну, розв'язану РФ проти України, що заборонено правилами. 

## Виступи на Олімпіадах
| Олімпіада  | Дисципліна  | Місце |
| ---------- | ----------- | ----- |
| Токіо 2020 | понад 80 кг | 1     |

## Зовнішні посилання
- Владислав Ларін [Архівовано 18 грудня 2019 у Wayback Machine.] на сайті taekwondodata.com.